# Grotta di Sanghao
La Grotta di Sanghao è un sito archeologico, situato sull'altopiano di Potwar in Pakistan, che è stato scavato da Ahmad Hasan Dani.

## Sito
La grotta si trova vicino a Peshawar nel distretto di Mardan nel Pakistan settentrionale ad un'altitudine di 600 m. La grotta è spesso indicata come Parkho-darra.

## Scoperta
Prove di attività umana nel Paleolitico medio sono state riportate dalla Grotta di Sanghao. La grotta è stata scavata da Ahmad Hasan Dani nel 1963. Pietre scheggiate, ossa, sono state trovate durante lo scavo, insieme a raschietti, strumenti di quarzo, lame, scaglie, ecc.